# لیلیان تورام
رودی لیلیان تورام-اولین (به فرانسوی: Ruddy Lilian Thuram-Ulien) (زادهٔ ۱ ژانویه ۱۹۷۲) بازیکن فوتبال بازنشسته فرانسوی است که در پست مدافع مرکزی بازی می‌کرد. او رکورد بیشترین بازی ملی در فرانسه را با ۱۴۲ بازی در بین سال‌های ۱۹۹۴ تا ۲۰۰۸ دارد؛ همچنین او پدر مارکوس تورام و چفرن تورام است.
لیلیان تورام حرفه خود را از سال ۱۹۹۹ در تیم موناکو آغاز کرد و در همان سال موفق به کسب مقام قهرمانی لیگ ۱ فرانسه شد. او به مدت ۶ سال در این تیم ماند و در سال ۱۹۹۴–۱۹۹۳ در مرحلهٔ یک چهارم نهایی لیگ قهرمانان اروپا مقابل بارسلونا به میدان رفت و موناکو در هر دو بازی رفت و برگشت را به بارسلونا واگذار کرد. او در سال ۱۹۹۶ به درخواست کارلو آنچلوتی به تیم پارما پیوست و قراردادی ۵ ساله با این تیم به امضا رساند و توانست همراه با بازیکنان نسل طلایی ایتالیا مانند جانلوئیجی بوفون، فابیو کاناوارو، و هرنان کرسپو بهترین دوران باشگاه پارما را رقم بزند. او را یکی از بهترین دفاع‌های مرکزی جهان در نسل خود می‌دانند. او با ویژگی‌های فیزیکی مانند قدرت بدنی، جنگندگی و لجاجت، استقامت، توپ‌گیری، برتری در جدال‌های فردی و کارهای هوایی، و پوشش دادن هافبک‌ها و حملات آن‌ها جزو بهترین مدافعان مرکزی جهان در دوران خود بود.
سال ۹۹–۱۹۹۸ برای او سالی موفقیت‌آمیز بود که در این سال توانست قهرمانی در جام جهانی ۱۹۹۸ را در فرانسه کسب کند. او در همان سال به همراه تیم پارما با رهبری آلبرتو مالسانی جام کوپا ایتالیا را برد. همچنین تورام در پارما با شکست ۳–۰ مارسی به قهرمانی لیگ اروپا رسید.
تورام در جام ملت‌های اروپا ۲۰۰۰ برای فرانسه مؤثر بود و فرانسه با وجود تورام ستارگان دیگری مانند زین‌الدین زیدان، دیوید ترزگه، تیری آنری و مارسل دسایی و… جام قهرمانی را به دست آورد و تورام از بازیکنان منتخب این جام شد. جام کنفدراسیون‌های ۲۰۰۳ آخرین قهرمانی او در تیم ملی بود که فرانسه با درخشش تیری آنری به قهرمانی رسید. تورام همچنین در جام جهانی ۲۰۰۶ نیز به میدان رفت و تا فینال این جام به فرانسه کمک کرد که در نهایت با شکست از ایتالیا نائب قهرمان شدند. او در این جام به رکورد ۱۲۶ بازی ملی در فرانسه رسید.
او در سال ۲۰۰۱ با قراردادی ۵ ساله به تیم یوونتوس پیوست و با یوونتوس ۴ عنوان قهرمانی سری آ را به‌دست‌آورد اما به دلیل تبانی، دو دوره قهرمانی از این تیم سلب شده و به سری ب ایتالیا سقوط کرد که همین امر موجب حضور تورام در بارسا شد و سال ۲۰۰۶ در یکی از گرانترین نقل و انتقالات فوتبال در پست دفاع، با مبلغ ۴۶ میلیون دلار از یوونتوس به بارسلونا منتقل شد.